# Војислав Милојевић
Војислав Милојевић (Урсуле, код Рековца, 19. март 1873 — Београд, 10. јануар 1959) био је високи официр српске војске и артиљеријски бригадни генерал југословенске војске.

## Биографија
Рођен је 19. марта 1873. године у Урсулама, од оца Живка, артиљеријског официра из Ниша и мајке Јелене. Имао је млађег брата Милоја који је умро као потпоручник, водник у 11. пешадијском пуку. Његов синовац — син његовог брата од стрица Стојана је генерал-пуковник и народни херој Милоје Милојевић.
У војску је ступио 1890, као питомац 23. класе ниже школе Војне Академије. Његови класни другови били су Бранислав Лонткијевић, Ђура Докић, Миливоје Зечевић, Владислав Дерок, Милан Вијоровић, Александар Глишић и Драгомир Милојевић. Даље школовање је наставио као први у рангу питомац 10. класе више школе Војне академије 1900. године. По окончању школовања био је на студијском усавршавању артиљеријског курса у Бечу.

## Активна служба
По завршетку усавршавања, распоредом одређен је 22. јануара 1905. године за вршиоца дужности команданта у 1. батаљону Градског артиљеријског пука, да бих већ 11. октобра исте године био премештен за команданта 2. дивизиона Моравског артиљеријског пука. Дана 20. јануара 1907. године именован за шефа Барутног одсека Артиљеријско-техничког одељења Министарства војног а 23. марта исте године враћен поново на место команданта 2. дивизиона Моравског артиљеријског пука. Након овог службовања премештен је 9. јула 1907. године, за команданта 1. дивизиона хаубичког артиљеријског пука. Од 24. марта 1908. године, поново постављен за команданта 2. дивизиона Моравског артиљеријског пука и на овој функцији је дочекао Балканске ратове.
Први балкански рат га затиче на позицији команданта 2. батаљона Градског артиљеријског пука и на тој дужности је провео до завршетка Другог балканског рата. По завршетку Балканских ратова именован је 24. августа 1913. године, за команданта градског артиљеријског пука. Почетком Првог светског рата премештен је за командата градског артиљијског одреда. Након тога премештен је за команданта групе тешких артиљерија а потом и за команданта дивизијске артиљерије. Неколико дана пред Церску битку постављен је за команданта артиљерије Друге армије и био помоћник генерала (потоњег војводе) Степе Степановића. Такође је заслужан за заустављање напредовања Бугарских снага у бици на Морави и том приликом српска артиљерија паралисала је непријатеља и омогућила Српској војсци уредно повлачење. У току повлачења кроз Албанију командовао је позадином Прве дунавске дивизије првог позива. Почетком 1916. године био упућен у Добруџу заједно са генералом Михаилом Живковићем и неколицином официра да бих јуна месеца исте године био постављен за помоћника команданта Српског добровољачког корпуса у Русији. По избијању Октобарске револуције 1917. године, заједно са корпусом добровољаца упућен је на Солунски фронт. На Солунском фронту био је начелник артиљерије треће а потом и командант артиљерије Друге армије. Дана 18. јануара 1918. године створена је Југословенска дивизија, у коју су ушли Први и Други пук добровољца и два пука – двадесет и први и двадесет и други – пре тога расформиране Вардарске дивизије српске војске под командом пуковника (потоњег генерала) Војислава Живановића. Тада је постављен за помоћника команданта. На том положају је дочекао крај Првог светског рата.
По завршетку рата новембра 1918. године, сменом и пензионисањем генерала Живановића, постао је заступник команданта Југословенске дивизије. Од 25. јануара 1919. године, ова дивизија је ушла у састав Треће армијске области. Након ове дужности постављен је 5. априла 1920. године за помоћника команданта Битољске дивизијске области. Од 21. новембра 1920. године именован је начелником Артиљеријског одреда Треће армијске области. На том положају се задржао до 27. фебруара 1927. године. Премештен у штаб армијске области 9. маја исте године а месец дана касније 27. јуна 1927. године пензионисан и преведен у резерву. Након престанка активне војне службе настанио се у Скопљу. За време окупације Краљевине Југославије преселио се у Ниш а пред крај живота је живео у Београду где је и преминуо 10. јануарa 1959. године.

## Унапређење у чинове
| Питомац Каплар | Питомац Поднаредник | Питомац Наредник | Потпоручник     | Поручник        | Капетан Друге класе |
| -------------- | ------------------- | ---------------- | --------------- | --------------- | ------------------- |
|                |                     |                  |                 |                 |                     |
| 1890.          | 1891.               | 1892.            | 2. август 1893. | 2. август 1896. | 2. август 1899.     |

| Капетан Прве класе | Мајор         | Потпуковник   | Пуковник       | Бригадни генерал  |
| ------------------ | ------------- | ------------- | -------------- | ----------------- |
|                    |               |               |                |                   |
| 2. август 1901.    | 6. март 1905. | 21. јун 1910. | 6. април 1913. | 21. октобар 1923. |

## Одликовања

### Домаћа одликовања
- Орден Карађорђеве звезде 4. реда
- Орден белог орла са мачевима 4. реда
- Орден белог орла 4. реда (двапут)
- Орден Светог Саве 4. реда
- Златна медаља за храброст
- Медаља краља Петра I
- Медаља за војничке врлине
- Медаља за ревносну службу (трипут)
- Споменица за ослобођено Косово 1912.
- Спомен-крст 1913.
- Споменица на Први светски рат 1914—1918.
- Албанска споменица

### Инострана одликовања
- Орден Свете Ане са мачевима 2. реда, Русија
- Орден Светог Спаситеља 4. реда, Грчка